# الحوت قنيني الخطم الاستوائي
الحوت قنيني الخطم الاستوائي (الاسم العلمي: Indopacetus pacificus) هو نوع من الحيتانيات، يتبع جنس الهندية السريعة ‏.